# Stirling (Alberta)
Stirling es un pueblo canadiense situado en la provincia de Alberta.

## Superficie
Stirling tiene una superficie de 2,7 km².

## Demografía
En 2021, tenía 1164 habitantes, una densidad poblacional de 431,8 hab./km², y 379 viviendas.